# 1988年夏季残疾人奥林匹克运动会摩洛哥代表团
1988年夏季残疾人奥林匹克运动会摩洛哥代表团是摩洛哥派出的1988年夏季残疾人奥林匹克运动会代表团。获得1枚铜牌。